# 존 브라운의 시체

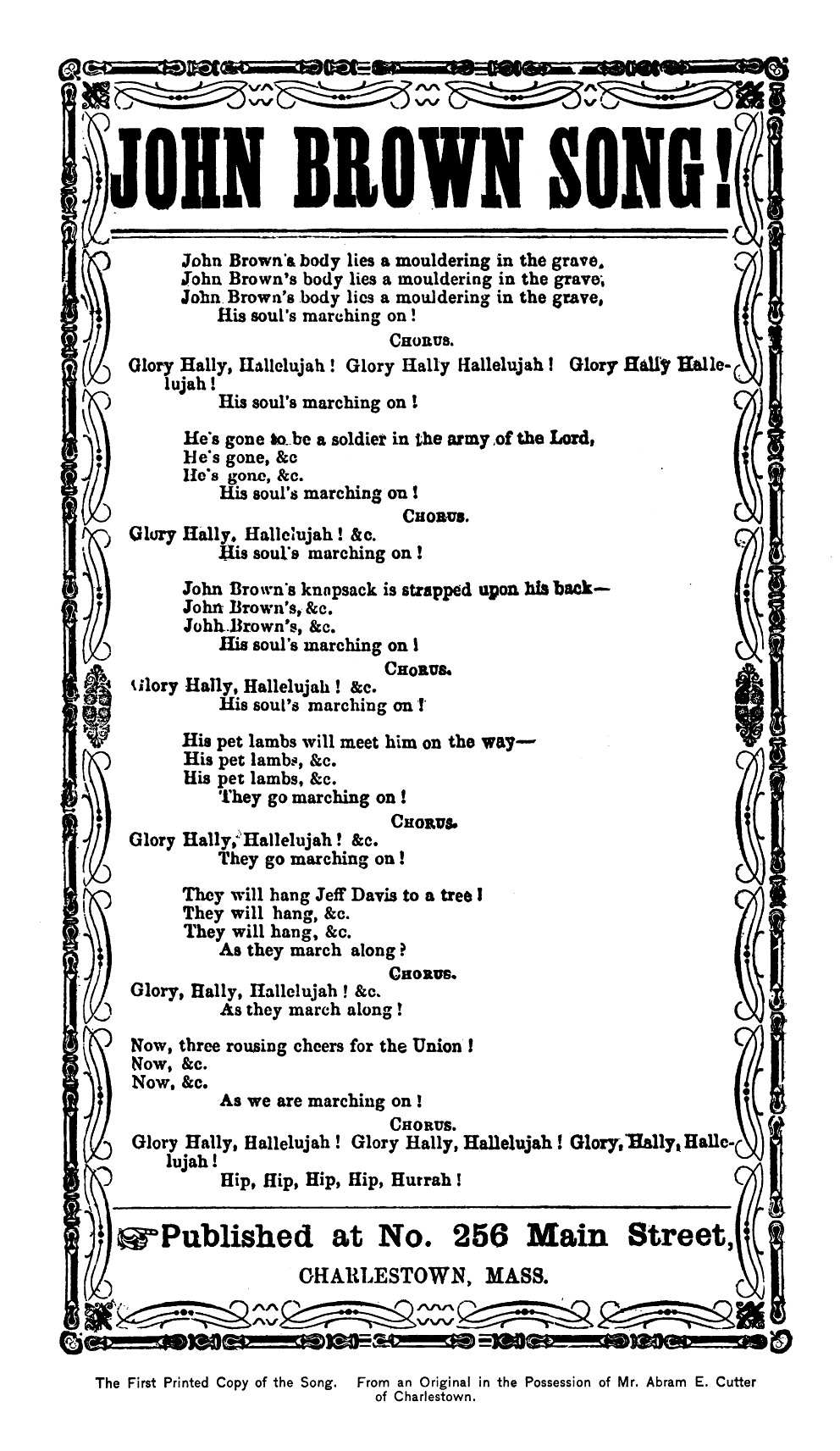

<존 브라운의 시체>는 미국에서 만들어진 북군의 행진을 위한 행진곡이자 노래이다.

## 한국과 일본에서 찬송가로 개사
<존 브라운의 시체>를 개사해 불려진 <마귀들과 싸울지라(あくまとたゝかへ)>의 작사가는 미타니 타네키치(三谷種吉) 목사이며 1898년 기독교복음창가(基督敎福音唱歌)에 수록해 원곡이 더 유명해지도록 도움을 주었고 1905년 무렵 개사되어 조선에 전파되기까지 했다.